# 穆罕默德六世 (摩洛哥)
穆罕默德六世（阿拉伯语：الملك محمد السادس للمغرب；1963年8月21日—），全名为西迪·穆罕默德，摩洛哥前国王哈桑二世的长子，1979年被立为王储。1999年7月23日登基，成为摩洛哥阿拉维王朝的第23位君主。2002年7月12日同拉拉·薩爾瑪王妃举行结婚庆典。

## 所受教育
1981年他获得国内皇家学院的学士学位。1985年他获得穆罕默德五世大学（Mohammed V University at Agdal）法学学位。同年11月26日他被任命为第五屆泛阿拉伯運動會的主席以及皇家军队的上校（Colonel Major of the Royal Moroccan Army）。
1987年，他获得政治学CES学位（Certificat d'Études Supérieures，前法国的一种学位），1988年7月获得公共法DEA学位（Diplôme d'Études Approfondies，前法国的一种学位）。
1988年11月他在布鲁塞尔与当时的欧盟委员会主席雅克·德洛爾（Jacques Delors）一起接受培训。
1993年10月29日，他获得法国尼斯大學法哲学博士拉丁文學位榮譽。
1994年7月12日，他获得少将军衔，同年开始直到1999年他任皇家军队高级司令和文化委员会主席。
2000年6月22日，由于他在促进摩洛哥民主方面的改革而获得喬治華盛頓大學的荣誉学位。

## 社会改革

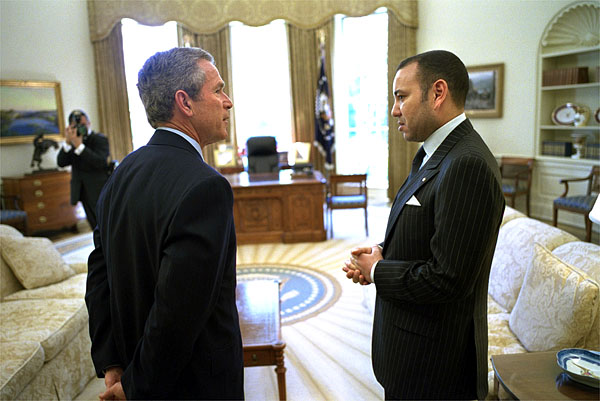
2002年4月23日他与布什总统在白宫内交谈

在他登基后不久，他在全国电视讲话上表示，要解决贫穷和腐败问题，要创造就业和改善本国人权状况。不过由于他的自由化举措得罪了伊斯兰原教旨主义者，也因此被国内保守的伊斯兰主义者广泛批评。他为提高妇女的地位，制定的家庭关系法—家庭法于2004年2月生效。
2010年12月，维基解密外交文件显示他承受着要解决严重的腐败困境的压力。
为改善本国人权状况，他于2004年1月创建了公平与和解委员会以调查前任国王在位时侵犯人权的案件。不过根据一些人权组织的报告来看，摩洛哥还存在着不少侵犯人权的现象。
在突尼斯和埃及民主示威运动的波及下，自2011年2月20日起，摩洛哥民众也展开了民主示威活动。2011年3月9日，穆罕默德六世国王宣布将进行全面的宪政改革，内容有首相产生方式和权力、提高国民的自由和人权、建立独立的司法体系等各个方面，以真正实现民主政治。6月17日，国王提出政改计划，将自限权力建立一个民主的君主立宪体制，计划将在7月1日交付公投。方案内容：将国王许多权力交给总理和国会；未来将实施直接普选，政府首长由胜选政党组成；由总理指派政府官员，包括行政部门和国营企业首长，总理并且将有权力解散国会等。

## 家庭
他有一个弟弟叫Moulay Rachid，以及一位姐姐及兩个妹妹Lalla Meryem、Lalla Asma和Lalla Hasna。
2001年与薩爾瑪·班奈结婚。两人育有两名子女：儿子穆萊·哈桑王储生于2003年5月8日，女儿Lalla Khadija生于2007年2月28日。2018年，有外国媒体报道薩爾瑪和国王离婚的消息，但摩洛哥王室一直沒有回应。2019年7月，穆罕默德國王的律師在法国媒体访问中以「穆罕默德國王的前妻」稱呼薩爾瑪，间接承认两人已离婚。
2007年福布斯杂志估计他的家产为20亿美元，皇室的总财富也是世界上最多的之一。福布斯估计他家每日的日常支出为96万美元，其中大多花在服饰和车辆维护上。

## 荣誉

### 外国勋章奖章
- 扎耶德勋章（阿联酋，2015年5月4日于阿布扎比颁发[12]）